# Tüchleinfarben
Als Tüchleinfarben (auch: Malerläppchen, Pezette, Bezetta, Pezola, Pezzuole, Pezzuli oder Peczola) bezeichnet man eine alte Methode der Aufbewahrung wasserlöslicher Pflanzenfarben. 
Sie sind entstanden aus dem Einfärben kleiner Stoffläppchen mit Pflanzenfarbextrakten. Diese Malerläppchen konnten dann auf der Reise mit etwas Wasser angefeuchtet Künstlern als Farbmittel dienen. Reisende und Maler des 18. und 19. Jahrhunderts, von Maria Sibylla Merian bis Georg Forster, Alexander von Humboldt und Johann Wolfgang von Goethe nutzten diese Technik. Die unterschiedlichen Farben und Farbtöne entstehen aus verschiedenen Pflanzen (Waid – Jeansblau, Maidsüß hellblau, Poleiminze – gelbgrün, Atlant – rotviolett, Fünffingerkraut – tiefrot, Holunder – magenta), die je nach Standort, Pflanzenart und Verarbeitungskultur  unterschiedliche Farben abgeben.
Bekannt ist die Technik seit dem Mittelalter, wo sie vor allem in der Buchmalerei, zum Färben von Wachs und von Lebensmitteln  und in der Kosmetik zum Schminken benutzt wurde.
Die Herstellung von Tüchleinfarben wird schon in alten farbtechnologischen Büchern beschrieben, so von Theophilus Presbyter Anfang des 12. Jahrhunderts in seiner Schrift De diversis artibus oder Schedula diversarum artium. 
Cennino Cennini erwähnt die Technik in seinem Libro dell'arte o trattato della peintura von 1390, wo er sie mit pezzuole oder pezzette (it. = Läppchen) bezeichnet. Ausführlich wird die Technik im liber Illuministarum, das um 1500 im Kloster Tegernsee entstanden ist, erläutert. 
Noch heute werden von Spezialfirmen für Künstler- und Restauratorenbedarf derartige Farben nach alten Rezepturen hergestellt.